# Phyllophaga rolbakeri
Phyllophaga rolbakeri är en skalbaggsart som beskrevs av Saylor 1940. Phyllophaga rolbakeri ingår i släktet Phyllophaga och familjen Melolonthidae. Inga underarter finns listade i Catalogue of Life.